# Вест-Сенека (переписна місцевість, Нью-Йорк)
Вест-Сенека (англ. West Seneca) — переписна місцевість (CDP) в США, в окрузі Ері штату Нью-Йорк. Населення — 45 500 осіб (2020).

## Географія
Вест-Сенека розташований за координатами 42°50′16″ пн. ш. 78°45′4″ зх. д. / 42.83778° пн. ш. 78.75111° зх. д. (42.837777, -78.751233).  За даними Бюро перепису населення США в 2010 році переписна місцевість мала площу 55,46 км², з яких 55,32 км² — суходіл та 0,15 км² — водойми.

## Демографія
Згідно з переписом 2010 року, у переписній місцевості мешкало 44 711 осіб у 19 151 домогосподарстві у складі 12 223 родин. Густота населення становила 806 осіб/км².  Було 19972 помешкання (360/км²).
Расовий склад населення:
| - 97,2 % — білих - 0,9 % — чорних або афроамериканців - 0,6 % — азіатів - 0,2 % — корінних американців |

До двох чи більше рас належало 0,8 %. Частка іспаномовних становила 1,7 % від усіх жителів.
За віковим діапазоном населення розподілялося таким чином: 19,8 % — особи молодші 18 років, 60,4 % — особи у віці 18—64 років, 19,8 % — особи у віці 65 років та старші. Медіана віку мешканця становила 44,7 року. На 100 осіб жіночої статі у переписній місцевості припадало 91,7 чоловіків;  на 100 жінок у віці від 18 років та старших — 88,7 чоловіків також старших 18 років.
Середній дохід на одне домашнє господарство  становив 67 732 долари США (медіана — 59 265), а середній дохід на одну сім'ю — 82 313 долари (медіана — 73 403). Медіана доходів становила 51 568 доларів для чоловіків та 39 607 доларів для жінок. За межею бідності перебувало 6,7 % осіб, у тому числі 8,6 % дітей у віці до 18 років та 4,7 % осіб у віці 65 років та старших.
Цивільне працевлаштоване населення становило 23 240 осіб. Основні галузі зайнятості: освіта, охорона здоров'я та соціальна допомога — 26,5 %, роздрібна торгівля — 12,1 %, виробництво — 12,1 %.